# Mori Mari

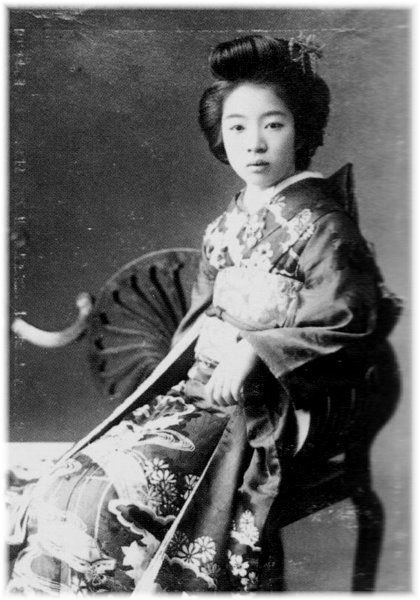
Mori Mari (1920er Jahre)

Mori Mari (jap. 森 茉莉; * 7. Januar 1903; † 6. Juni 1987 in Tokio) war eine japanische Schriftstellerin.

## Leben
Die Tochter des Schriftstellers Mori Ōgai besuchte die katholische Missionsschule des Ordens der Sœurs de Saint-Paul de Chartres. Sechzehnjährig heiratete sie den Romanistikprofessor Yamada Tamaki, den sie 1922/23 auf einer Studienreise nach Paris begleitete. Die Ehe wurde – wie eine zweite mit dem Mediziner Satō Akira – geschieden.
Erst 1957 trat sie als Schriftstellerin mit der Essaysammlung Chichi no bōshi (父の帽子, „Meines Vaters Hut“) hervor. Eine weitere Essaysammlung, Kutsu no oto (靴の音), erschien im Folgejahr. 1959 veröffentlichte sie ihre erste Kurzgeschichte Nōhaishoku no sakana (濃灰色の魚). Für die Sammlung Koibitotachi no mori (恋人たちの森) erhielt sie 1962 den Tamura-Toshiko-Preis. Es folgten Werke wie Kareha no nedoko (枯葉の寝床, 1962), Zeitaku bimbō (贅沢貧乏, 1963), Akuma no kotachi (1964) und das ironische Selbstporträt Kichigai Maria (気違いマリア, 1967).
1968 erschienen die Essaybände Watakushi no bi no sekai (私の美の世界) und Kioku no e (記憶の絵). Bis 1975 arbeitete sie an der Romantrilogie Amai mitsu no heya (甘い蜜の部屋). Im selben Jahr wurde sie mit dem Izumi-Kyōka-Literaturpreis ausgezeichnet. In ihren späteren Jahren publizierte Mori überwiegend Literaturkritiken in verschiedenen Zeitschriften.

## Werke

### Belletristik und Sachliteratur
- Chichi no bōshi (父の帽子), 1957
- Kutsu no oto (靴の音), 1958
- Nōkaishoku no sakana (濃灰色の魚), 1959
- Koibito tachi no mori (恋人たちの森), 1961
- Kareha no nedoko (枯葉の寝床), 1962
- Zeitaku binbō (贅沢貧乏), 1963
- Kioku no e (記憶の絵), 1968
- Watashi no bi no sekai (私の美の世界), 1968
- Amaimitsunoheya (甘い蜜の部屋), 1975

Posthume Veröffentlichung
- Besuto Obu dokkirichan'neru (ベスト・オブ・ドッキリチャンネル), 1994
- Maria no kimagure kaki (マリアの気紛れ書き), 1995
- Ma ri no hitorigoto (魔利のひとりごと), 1997
- Binbō savu~aran (貧乏サヴァラン), 1998
- Boyaki to ikari no Maria aru henshū-sha e no tegami (ぼやきと怒りのマリア ある編集者への手紙), 1998
- Maria no unuborekagami (マリアのうぬぼれ鏡), 2000
- Maria no kūsō ryokō (マリアの空想旅行), 2006
- Mori mari watashi no naka no Arisu no sekai (森茉莉 私の中のアリスの世界), 2010
- Kōcha to bara no hibi (紅茶と薔薇の日々), 2016
- Zeitaku binbō no oshare jō (贅沢貧乏のお洒落帖), 2016
- Kōfuku wa tada watashi no heya no naka dake ni (幸福はただ私の部屋の中だけに), 2017
- Kuro neko Jurietto no hanashi (黒猫ジュリエットの話), 2017
- Chichi to watashi ren'ai no yōna mono (父と私 恋愛のようなもの), 2018

### Sammlungen
- Mori mari roman to essē (森茉莉・ロマンとエッセー), 1983–1983
- Sēn mòlì quánjí (森茉莉全集), 1993–94

### Illustrierte Bücher
- Yōsei sofi ishikawa yōji shashin-shū (妖精ソフィ 石川洋司写真集), 1981
- Watashi no binanshi-ron (私の美男子論), 1995